# Họ Dong riềng

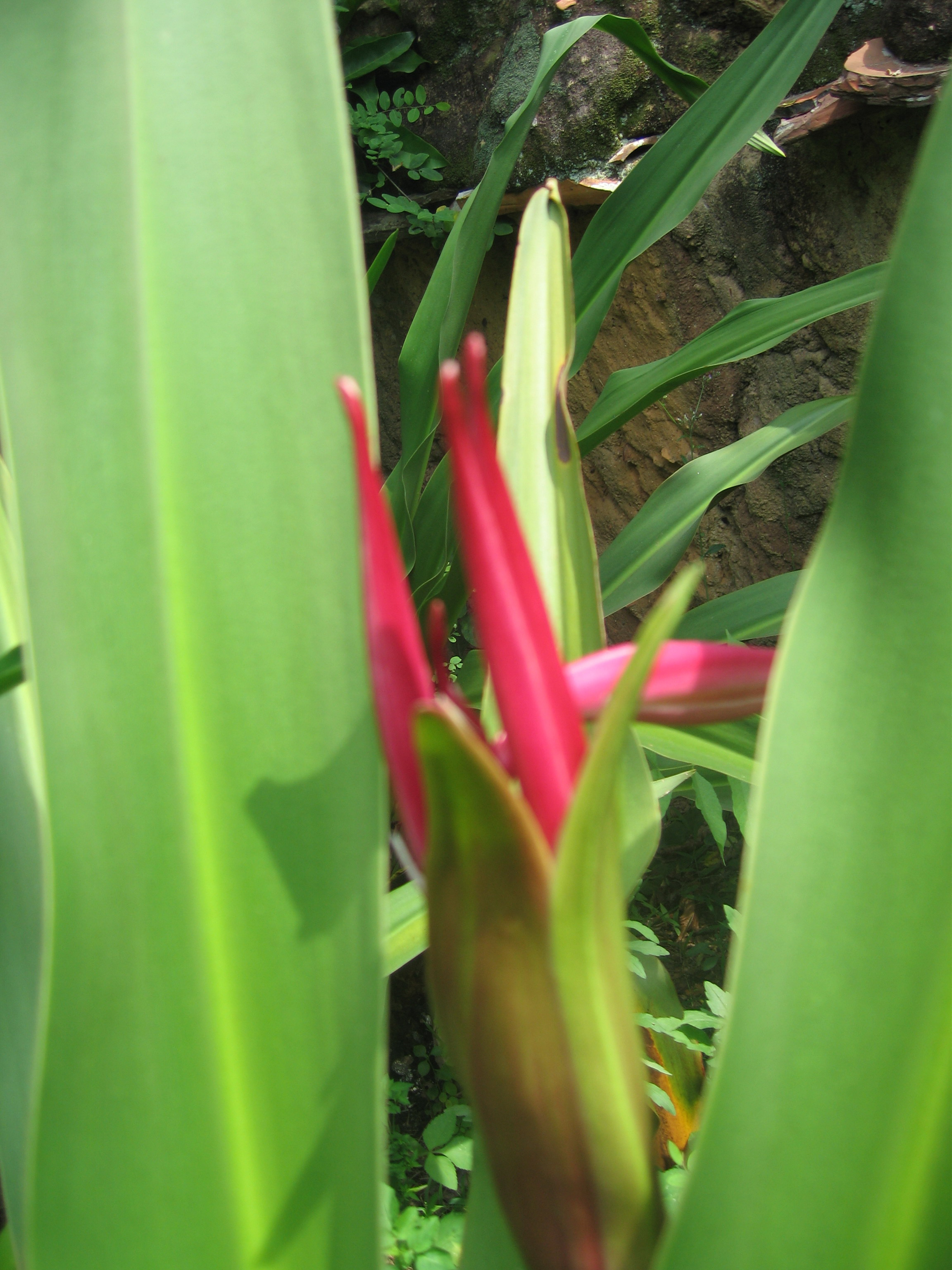
Dong riềng ở Việt Nam

Họ Dong riềng hay họ Ngải hoa hoặc họ Chuối hoa (danh pháp khoa học: Cannaceae) là một họ thực vật một lá mầm, chỉ có một chi duy nhất là chi Canna.

## Phân bố
Các loài trong họ này là bản địa các vùng nhiệt đới và cận nhiệt đới châu Mỹ, nhưng đã du nhập và tự nhiên hóa tại vùng nhiệt đới và cận nhiệt đới Cựu thế giới.

## Các loài
Họ này chỉ có một chi Canna duy nhất, với 12 loài hiện tại được công nhận.
- Canna bangii Kraenzl., 1912
- Canna flaccida Salisb., 1791
- Canna glauca L., 1753
- Canna indica L., 1753
- Canna iridiflora Ruiz & Pav., 1798
- Canna jaegeriana Urb., 1917
- Canna liliiflora Warsz. ex Planch., 1855
- Canna lineata Ciciar., 2014
- Canna paniculata Ruiz & Pav., 1798
- Canna pedunculata Sims, 1822
- Canna tandilensis Ciciar., 2015
- Canna tuerckheimii Kraenzl., 1912

Ở Việt Nam có vài loài như: 
- Chuối hoa lai/Ngải hoa (Canna × hybrida Rodigas, 1895 = C. glauca × C. indica × C. iridiflora): Hoa to có màu sặc sỡ, đỏ hay vàng, làm cảnh.
- Dong riềng đỏ/chuối củ/chuối hoa (Canna indica): Hoa nhỏ màu đỏ không đẹp bằng loài trên, trồng lấy củ ăn, lấy bột làm miến.
- Phấn mĩ nhân tiêu (Canna glauca).
- Ngải hoa đỏ (Canna tuerckheimii).

## Phát sinh chủng loài
Cây phát sinh chủng loài dưới đây lấy theo APG III.
|  | Strelitziaceae |
|  |                |
|  | Lowiaceae      |
|  |                |

|  | Cannaceae   |
|  |             |
|  | Marantaceae |
|  |             |

|  | Zingiberaceae |
|  |               |
|  | Costaceae     |
|  |               |

|  | Cannaceae   |
|  |             |
|  | Marantaceae |
|  |             |

|  | Zingiberaceae |
|  |               |
|  | Costaceae     |
|  |               |

|  | Strelitziaceae |
|  |                |
|  | Lowiaceae      |
|  |                |

|  | Cannaceae   |
|  |             |
|  | Marantaceae |
|  |             |

|  | Zingiberaceae |
|  |               |
|  | Costaceae     |
|  |               |

|  | Cannaceae   |
|  |             |
|  | Marantaceae |
|  |             |

|  | Zingiberaceae |
|  |               |
|  | Costaceae     |
|  |               |

## Hình ảnh

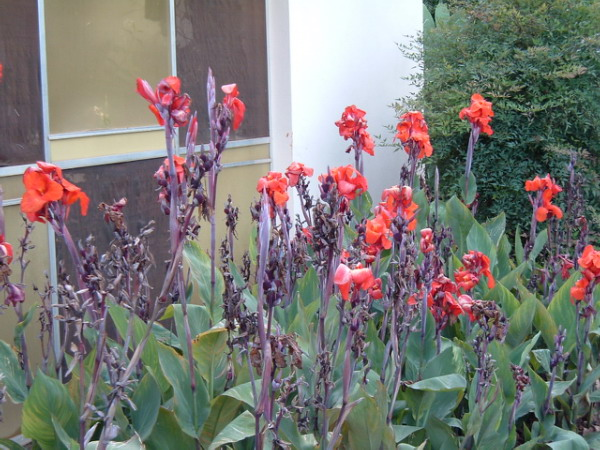
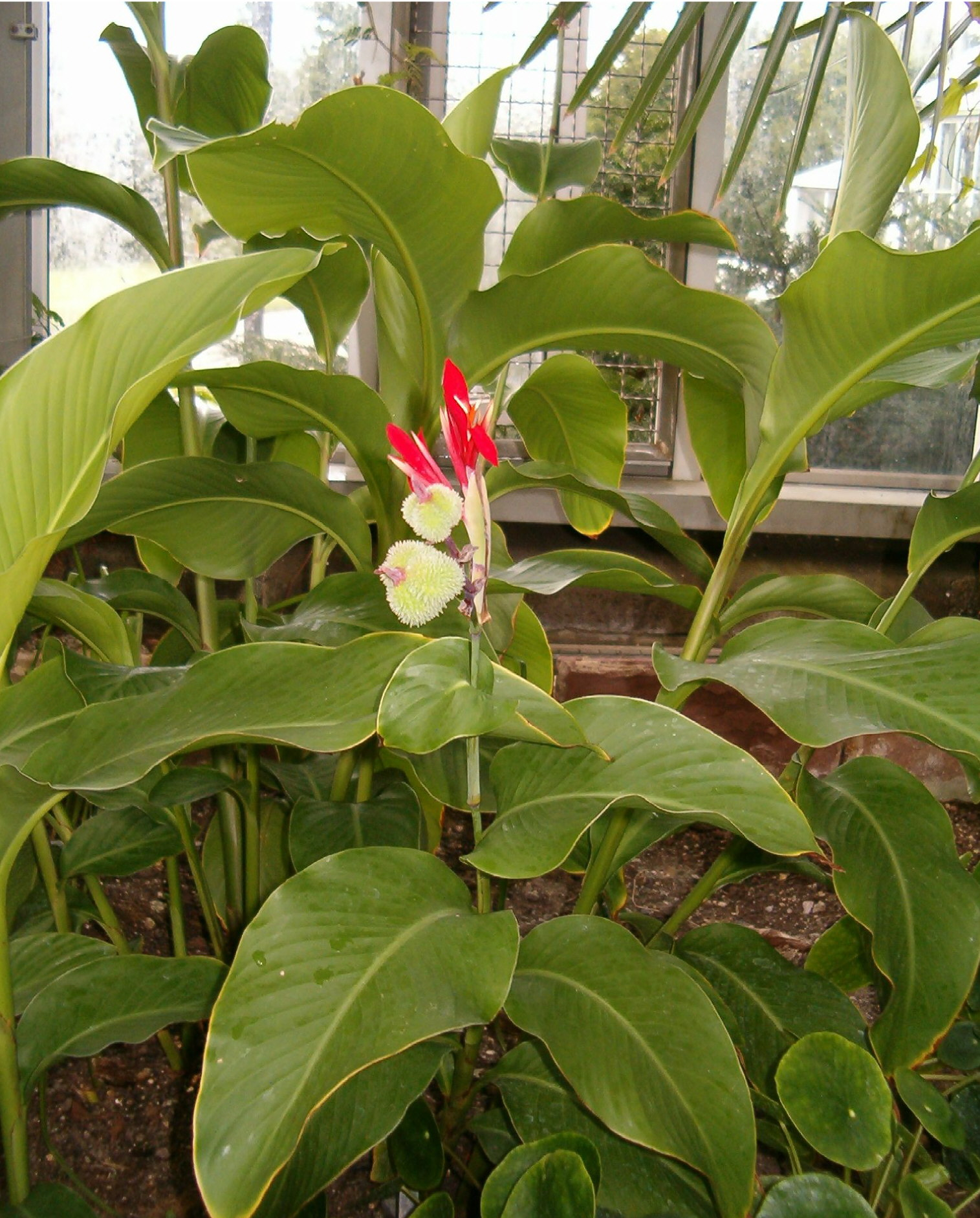
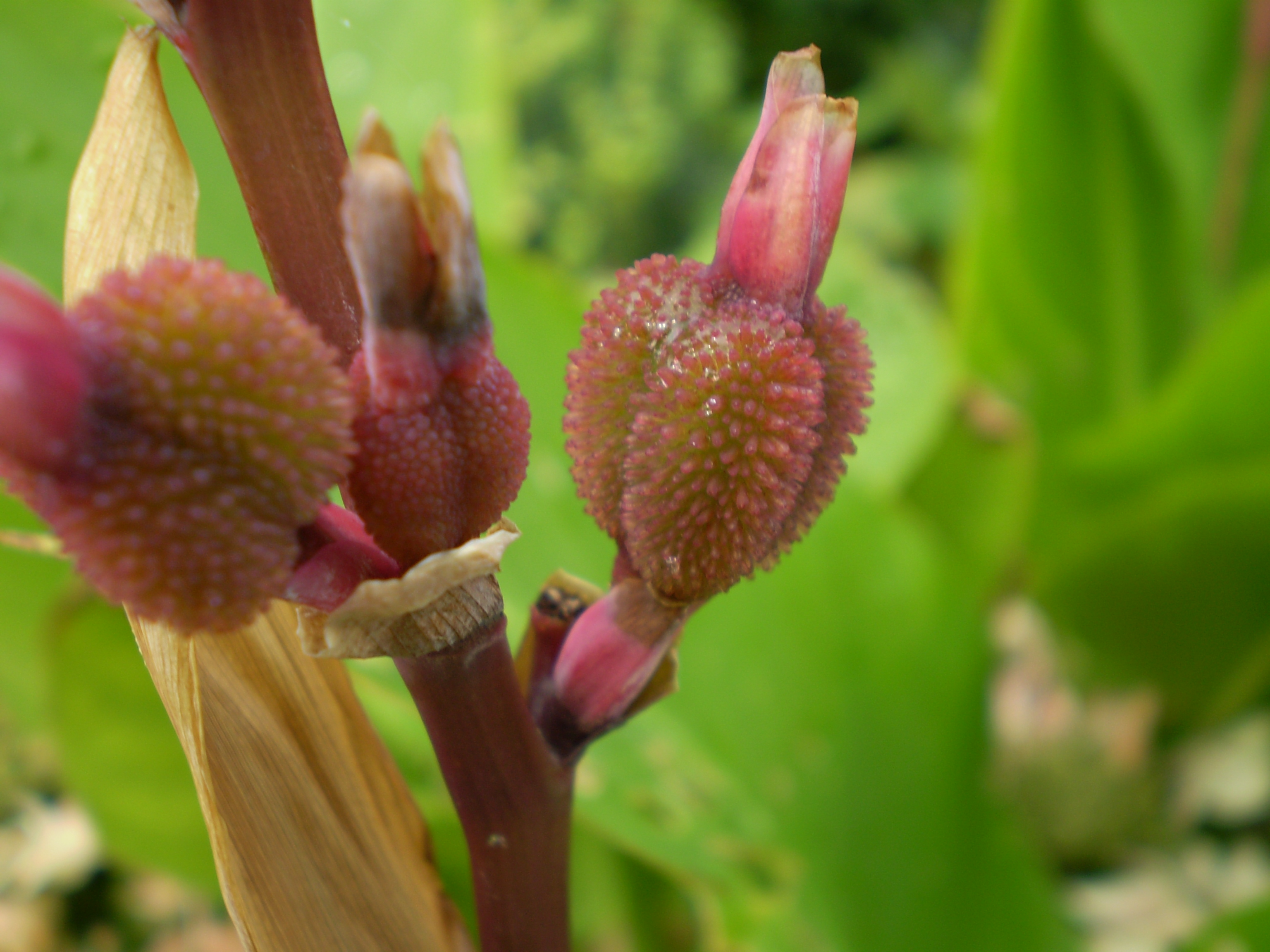